# 권혁 (기업인)
권혁(1950 ~ )은 대구광역시 수성구 출신의 일본 시도상선 회장이다. 경북고등학교를 졸업하고 연세대학교 경영학과를 졸업하였다. 고려해운 출신으로써 국내 해운업계의 독보적인 존재이며, 시도상선은 보유척수 175대, 매출액 2조 1700억원, 자산 5조원의 거대 선박임대회사이다. 이는 국내 1위 선박업체로 알려진 한진해운보다 높은 수치이다. 2011년 4월에는 탈세 혐의로 4101억을 추징당한 바 있다.2012년 11월 29일, 징역 7년과 벌금 2284억원의 중형이 구형되었다. 그 뒤 2013년 2월 12일엔 징역 4년에 벌금 2340억원을 선고받고 법정구속됐다. 그러나 2013년 10월 14일, 보석으로 석방됐다. 그리고 2014년 2월 21일 항소심에서는 징역 8월에 집행유예 2년으로 선고되면서 감형됐다.